# UMhlathuze
uMhlathuze es un municipio local sudafricano situado en el distrito de King Cetshwayo, en la provincia de KwaZulu-Natal.

## Superficie
uMhlathuze tiene una superficie de 1233 km².

## Demografía
En 2022, tenía 412 075 habitantes, una densidad poblacional de 334,2 hab./km², y 100 441 viviendas.